# Lista över rollfigurer i Harry Potter
Detta är en lista över rollfigurer i den fiktiva Harry Potter-världen. 

## Alfabetisk lista

### B
- Andromeda Black
- Elladora Black
- Dorea Black
- Orion Black
- Phineas Nigellus Black
- Regulus Black
- Sirius Black
- Walburga Black
- Stubby Boardman
- Melinda Bobbin
- Amelia Bones
- Edgar Bones
- Susan Bones
- Terry Boot
- Eleanor Branstone
- Mandy Brocklehurst
- Charity Burbage

### C
- Cadwallader
- Eddie Carmichael
- Amycus Carrow
- Alecto Carrow
- Owen Cauldwell
- Cho Chang
- Herbert Chorley
- Penelope Clearwater
- Crospin Conk
- Michael Corner
- Stephen Cornfoot
- Crabbe Sr
- Vincent Crabbe
- Dirk Cresswell
- Barty Crouch Jr.
- Barnabas Cuffe

### D
- Roger Davies
- Fleur Delacour
- Dilys Derwent
- Dedalus Diggle
- Armando Dippet
- Elphias Doge
- Mary Dolder
- Thomas Dolder
- Tom Dolder (Lord Voldemort)
- Antonin Dolohov
- Aberforth Dumbledore
- Albus Dumbledore
- Ariana Dumbledore

### E
- Kevin Entwhistle
- Everard
- Mark Evans

### F
- S. Fawcett
- Benjy Fenwick
- Argus Filch
- Justin Finch-Fletchley
- Mundungus Fletcher
- Filius Flitwick
- Florean Fortescue
- Ambrosius Flume

### G
- Mervolo Gaunt
- Morfin Gaunt
- Gibbon
- Anthony Goldstein
- Miranda Goshawk
- Goyle Sr
- Hermione Granger
- Daphne Greengrass
- Gellert Grindelwald
- Griphook
- Wilhelmina Grubbly-Plank
- Fenrir Greyback

### H
- Rubeus Hagrid
- Madam Hooch
- Olive Hornby
- Wayne Hopkins
- Helga Hufflepuff

### J
- Gwenog Jones
- Hestia Jones
- Megan Jones
- Bertha Jorkins
- Jugson

### K
- Igor Karkaroff
- Kettleburn

### L
- Rabastan Lestrange
- Lestrange, Rodolphus
- Su Li
- Alice Longbottom
- Augusta Longbottom
- Frank Longbottom
- Neville Longbottom
- Artemisia Lufkin

### M
- Isabel MacDougal
- Ernie Macmillan
- Walden Macnair
- Laura Madley
- Draco Malfoy
- Griselda Marchbanks
- Minerva McGonagall
- Marlene McKinnon
- Galatea Merrythought
- Tiberius McLaggen
- Cuthbert Mockridge
- Montague
- Alastor Moody
- Mulciber
- Eric Munch

### N
- Nott

### O
- Idris Oakby
- Bob Ogden
- Tiberius Ogden
- Chauncey Oldridge

### P
- Pansy Parkinson
- Padma Patil
- Arnold Peasegood
- Irma Pince
- Sturgis Podmore
- Piers Polkiss
- Harry Potter (rollfigur)
- James Potter
- Lily Potter
- Ernie Prang
- Fabian Prewett
- Gideon Prewett
- Apollyon Pringle
- Doris Purkiss

### Q
- Orla Quirke
- Professor Quirrell

### R
- Urquhart Rackharrow
- Mnemone Radford
- Ragnok
- Rowena Ravenclaw
- Gawain Robards
- Augustus Rookwood
- Evan Rosier

### S
- Kingsley Shacklebolt
- Rufus Scrimgeour
- Stan Shunpike
- Aurora Sinistra
- Salazar Slytherin
- Horace Slughorn
- Hippocrates Smethwyck
- Hepzibah Smith
- Severus Snape
- Pomona Sprout
- Grogan Stump
- Felix Summerbee
- Summerby

### T
- Nymphadora Tonks
- Ted Tonks
- Travers
- Sibylla Trelawney
- Lisa Turpin
- Wilkie Twycross

### V
- Emmeline Vance
- Septima Vector
- Lord Voldemort

### W
- Celestina Warbeck
- Weasley, Arthur
- Weasley, Bilius
- Weasley, William (Bill)
- Weasley, Charlie
- Weasley, Fred
- Weasley, George
- Weasley, Ginevra (Ginny)
- Weasley, Molly
- Weasley, Percy
- Weasley, Ronald (Ron)
- Vettlösa Wendelin
- Kevin Whitby
- Ignatia Wildsmith
- Wilkes
- Gilbert Wimple

### Y
- Corban Yaxley

### Husdjur
- Arnold - Ginny Weasleys pygmépuff.
- Binky - Lavender Browns kanin
- Fang - Hagrids jakthund. Dreglar ovanligt mycket.
- Fawkes - rektor Dumbledores egen fågel Fenix, kan ha döps efter Guy Fawkes.
- Fluffy - Hagrids trehövdade hund
- Hermes - Percy Weasleys uggla.
- Krumben - Hermiones jättestora rödgula korsning mellan "knizzlare" och katt.
- Norbert/Norberta - Hagrids före detta drake
- Piggy - alias Piggelin, Ron Weasleys nya miniuggla som han fått av Sirius black.
- Errol - familjen Weasleys åldriga uggla.
- Mrs Norris - vaktmästaren Mr Filchs skvallriga katt.
- Vingfåle - en hippogriff som dömdes till döden efter att ha attackerat Draco Malfoy. Döps senare om till Vittervinge.

### Husalfer
- Husalfen Dobby
- Krake
- Winky